# Withania sphaerocarpa
Withania sphaerocarpa är en potatisväxtart som beskrevs av F.N. Hepper och L. Boulos. Withania sphaerocarpa ingår i släktet Withania och familjen potatisväxter. Inga underarter finns listade i Catalogue of Life.